# Mario Nevi
Mario Nevi (1889 – Torino, 25 giugno 1925) è stato un calciatore italiano, di ruolo mediano.

## Carriera
Fece il suo esordio con la Juventus contro il Torino nel Derby della Mole il 2 aprile 1911 perso 3-1, mentre la sua ultima partita fu contro la Pro Vercelli, il 19 gennaio 1913 persa 4-0. In tre stagioni bianconere collezionò 22 presenze.

## Statistiche

### Presenze e reti nei club
| Stagione        | Club            | Campionato      | Campionato | Campionato |
| Stagione        | Club            | Comp            | Pres       | Reti       |
| --------------- | --------------- | --------------- | ---------- | ---------- |
| 1910-1911       | Juventus        | Prima categoria | 4          | 0          |
| 1911-1912       | Juventus        | Prima categoria | 15         | 0          |
| 1912-1913       | Juventus        | Prima categoria | 6          | 0          |
| Totale Juventus | Totale Juventus |                 | 25         | 0          |
| Totale carriera | Totale carriera |                 | 25         | 0          |